# Deutsches Fächer Museum – Barisch Stiftung
Das Deutsche Fächermuseum ist ein auf Fächer spezialisiertes Kunstgewerbemuseum in Bielefeld in Nordrhein-Westfalen. Die entsprechende Stiftung wurde 1994 von Marie-Luise und Günter Barisch ins Leben gerufen. Das Museum wurde 1995 eröffnet. Es ist in seiner Art einzigartig in Deutschland und weltweit eines von nur drei Museen dieser Art. Es befindet sich in der Bielefelder Altstadt in der Straße Am Bach.

## Ausstellung
Das Museum zeigt eine Auswahl von Fächern und dazugehörigen Accessoires aus aller Welt. Der Bestand umfasst etwa 3000 Fächer, die gleiche Anzahl Accessoires und eine Fachbibliothek mit ca. 1300 Schriftstücken zur Thematik. Davon sind etwa 500 Ausstellungskataloge. Die ältesten Fächer stammen aus dem 17. Jahrhundert. In regelmäßigen Abständen finden Sonderausstellungen statt, so zum Beispiel 2014 unter dem Thema Souvenirs im Halbrund.